# Joch (Fessel)

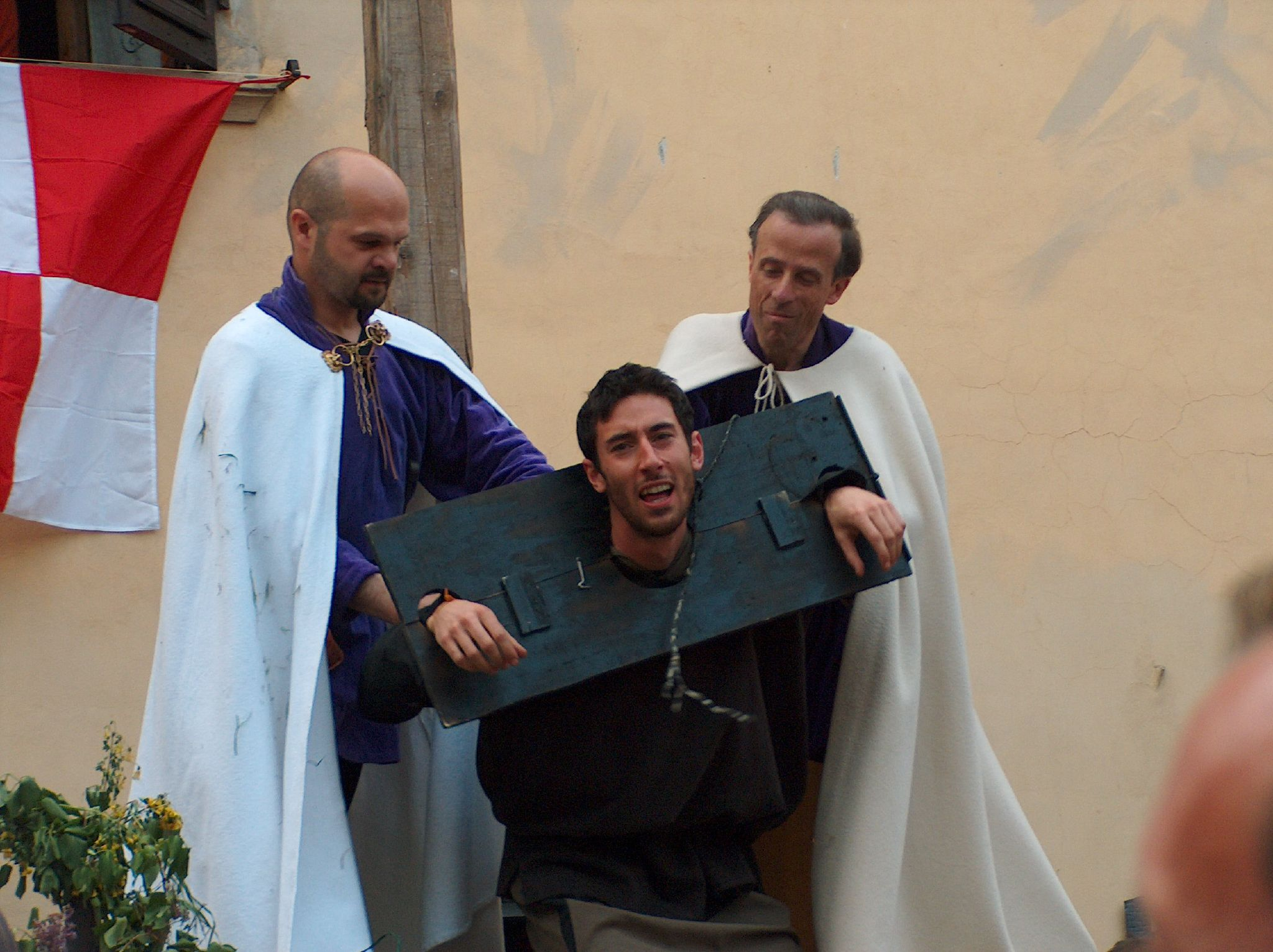
Ein Schauspieler in einem Joch

Als Joch wird eine hölzerne Fessel bezeichnet, die in vergangenen Zeiten zum Fesseln der Arme eines Gefangenen verwendet wurde. Das Joch wurde vor allem zu Verbüßung der Prangerstrafe oder für den Transport von Gefangenen genutzt.

## Bauform
Das Prinzip des Jochs ähnelt dem der Halsgeige. Eine bestimmte Bauform des Prangers besteht aus einem an einem Ständer fest montierten Joch. Auch der Stock basiert auf dem gleichen baulichen Prinzip, dient jedoch zur Fesselung der Beine anstatt der Arme.
Das Joch bestand aus zwei länglichen Holzblöcken, die übereinander gelegt und an der einen Seite mit einem Scharnier und auf der anderen Seite mit einem Verschlussmechanismus versehen wurden. Die Holzblöcke erhielten drei jeweils halbkreisförmige Aussparungen, die im verschlossenen Zustand genau übereinander lagen. So entstanden Löcher, welche die Handgelenke und den Hals der gefesselten Person umschlossen und die so klein waren, dass die Hände und Kopf nicht hindurchgezogen werden konnten. Die Hände waren also neben dem Kopf des Gefangenen gefesselt, wobei die Bewegungsfreiheit wesentlich eingeschränkter war als beispielsweise bei einer Fesselung mit Ketten. Zusätzlich wurden am Joch teilweise Ketten oder Seile angebracht, die es ermöglichten, den Gefangenen anzubinden oder zu führen.
In seltenen Fällen wurde das Joch anstatt aus Holz aus Eisen angefertigt.